# ويلي رايندرز
ويلي رايندرز هو لاعب كرة قدم بلجيكي، ولد في 16 أبريل 1954 في Geel ‏ في بلجيكا. لعب مع .